# Колібрі-жарокрил
Колі́брі-жарокри́л (Eupherusa) — рід серпокрильцеподібних птахів родини колібрієвих (Trochilidae). Представники цього роду мешкають в Мексиці і Центральній Америці.

## Види
Виділяють п'ять видів:
- Колібрі-лісовичок мексиканський (Eupherusa ridgwayi)
- Колібрі-жарокрил білохвостий (Eupherusa poliocerca)
- Колібрі-жарокрил синьоголовий (Eupherusa cyanophrys)
- Колібрі-жарокрил мексиканський (Eupherusa eximia)
- Колібрі-жарокрил чорночеревий (Eupherusa nigriventris)

Мексиканського колібрі-лісовичка раніше відносили до роду Колібрі-лісовичок (Thalurania), однак за результатами молекулярно-генетичного дослідження 2014 року він був переведений до роду Eupherusa.

## Етимологія
Наукова назва роду Eupherusa походить від сполучення слів дав.-гр. ευ — добре і φερω — носити.